# Flatanger
Flatanger er en kommune i Trøndelag fylke i Norge. Kommunen grænser i vest og nord direkte ud mod det berygtede havområde Folla, og er med sine mange øer og holme et eftertragtet mål for hytteturister som gerne vil feriere udenfor byerne. Den grænser til Namdalseid i øst og Osen i sydvest.
Flatanger består af småstederne Lauvsnes, Utvorda, Vik, Jøssund, Hasvåg og Sitter.
Kommunen består af næsten 1.400 øer. Af flere seværdigheder har man Villa Fyr, som var det sidste kulfyrede fyr som blev bygget i Norge (1839) og Utvorda Fort, som blev bygget af tyskerne under 2. verdenskrig.

## Klatring
Flatanger har en række af verdens sværeste klatreruter, særligt i Hanshelleren nær byen. Change, der fik sværhedsgraden 9b+/5.15c+, blev redpointet af Adam Ondra de. 4. oktober 2012. Ondra gennemførte også den første 9C klatrerute i verden i Flatanger den 3. september 2017. Ruten havde oprindeligt navnet Project Hard fordi den var meget vanskelig, men efter gennemførslen omdøbte Ondra den til Silence.